# Kanton Saint-Didier-en-Velay
Saint-Didier-en-Velay is een voormalig kanton van het Franse departement Haute-Loire. Het kanton maakte deel uit van het arrondissement Yssingeaux. Het werd opgeheven door het decreet van 17 februari 2014, met uitwerking op 22 maart 2015.

## Gemeenten
Het kanton Saint-Didier-en-Velay omvatte de volgende gemeenten:
- Pont-Salomon
- Saint-Didier-en-Velay (hoofdplaats)
- Saint-Ferréol-d'Auroure
- Saint-Just-Malmont
- Saint-Romain-Lachalm
- Saint-Victor-Malescours
- La Séauve-sur-Semène